# 克爾 (蒙大拿州)
克爾（英語：Kerr）是位於美國蒙大拿州萊克縣的普查規定居民點。

## 人口
根據2020年美國人口普查的數據，克爾的面積為2.63平方千米，當中陸地面積為2.36平方千米，而水域面積為0.27平方千米。當地共有人口273人，而人口密度為每平方千米103.8人。